# Петров Володимир Володимирович (політтехнолог)
Володимир Володимирович Петров (нар. 20 листопада 1977, Дніпропетровськ) — український чорний політтехнолог, пропагандист, продюсер, блогер. Фігурант бази даних центру «Миротворець».
Є автором «педофілгейту» в «Артеку», який допоміг проросійському кандидату Віктору Януковичу виграти на виборах Президента України 2010 року[⇨].
Керував передвиборчою кампанією оголошеного в розшук СБУ проросійського політика Ігоря Маркова, внаслідок чого Марков потрапив до Верховної Ради[⇨]. Працював на передвиборчу кампанію кремлівського технічного кандидата Михайла Прохорова під час президентських виборів в Росії 2012 року[⇨].
Найбільш відомий створенням у 2013 році «тітушок», провокації й зіткнення з якими призвели до загибелі героїв Небесної сотні, втечі Януковича й анексії Росією Криму.
Кандидат на посаду Президента України 2019 року.
Засновник та ведучий YouTube-каналу «Ісландія»[⇨]. 15 грудня 2021 року став ведучим телеканалу «Рада», 17 грудня зі скандалом був відсторонений від ефірів[⇨].
Відомий своїми антиукраїнськими заявами[⇨], зокрема про Революцію Гідності[⇨], українську мову[⇨]; принизливими висловлюваннями на адресу українських військових[⇨], українських біженців[⇨]. Заявляв, що не вважає Крим українським[⇨]. Поширював у своїх ефірах російську пропаганду[⇨], а також брехню і фейки про російсько-українську війну[⇨]. Низка українських ЗМІ, журналістів, політиків називають Петрова «чорним політтехнологом» та «медіакілером», а його діяльність характеризують як «проросійську», «антиукраїнську» та «пропагандистську»[⇨].

## Життєпис
Володимир Петров народився 1977 року в Дніпропетровську.
Батьки — Любов Володимирівна Петрова, уродженка міста Салават у Російській Федерації, і Володимир Рудольфович Петров, уродженець міста Петропавловськ Казахської РСР, росіянин, колишній військовослужбовець. Вони розлучилися, коли Петрову було шість років. Після розпаду СРСР тато Петрова поїхав жити в Росію.

### Освіта
Закінчив Криворізький технічний університет за спеціальністю «гірський інженер підземної розробки».

### Рання кар'єра
У 2002 році був журналістом «Вуличного телебачення» — проєкті Віктора Пінчука, який на початку 2000-х відіграв важливу роль в агітації та маніпуляціях на користь Леоніда Кучми.
Потім Петров перейшов працювати на проросійський, нині закритий, телеканал «Київська Русь. Телебачення» (КРТ), де дійшов до рівня головного редактора та директора. КРТ належав донецькому прокурору та генпрокурору Геннадію Васильєву. Там зійшовся з донецькою регіональною елітою. У 2005 році — шеф-редактор відділу новин на телеканалі «КРТ».
У 2005—2007 роках — в.о. гендиректора «КРТ».
Став відомим завдяки блогу в Живому журналі, який він вів з 2000-х під псевдонімом Lumpen. В публічному політичному просторі прізвище Петрова стало відомим влітку 2009 року через скандал з ЖЖ Арсенія Яценюка. На сторінці Петрова в Живому журналі від імені Яценюка з'явився нецензурний коментар на адресу одного з користувачів. Пізніше Петров пояснював, що забув перелогінитися.

| И вообщем подхожу я к твоей маме и сс* ей в рот. заступишься за мамочку или промолчишь ссікл**ое га**о? Думаю, что ті промолчишь, потому что ві пи***ры московские всегда молчите когда вам правду говоришь! Бхагагагагагага!!!! |
| — Володимир Петров |

У 2010 році Петров зареєстрував «Інформаційне агентство B&D», від англ. bad — «поганий», «злий». Шеф-редактором у ньому став телеведучий Олексій Дурнєв, його передача «Дурнєв+1» виходила на українському розважальному телеканалі «ТЕТ» і на YouTube-каналі Петрова — Lumpen production.
У 2011 році компанія Петрова Lumpen production купила 50 % онлайн-таблоїда «ragu.li». З того часу ресурс став популярнішим, а його творець Тетяна Микитенко продовжила співпрацю з Петровим.
Коли співпраця Lumpen production з телеканалом «ТЕТ» припинилася, проєкти Петрова продовжили розвиватися на українському розважальному телеканалі «НЛО TV». 2015 року Петров став ведучим «Люмпен Шоу» на телеканалі «НЛО TV».

### Робота на президентських виборах в Росії 2012 року
Володимир Петров брав участь у передвиборчої кампанії під час президентських виборів в Росії 2012 року як політтехнолог російського олігарха Михайла Прохорова.
Прохоров брав участь у виборах як кремлівський технічний кандидат. Голова партії «Справедлива Росія» та інший кандидат у президенти Росії Сергій Миронов відкрито заявляв, що в Путіна і Прохорова був по суті один штаб.
Згідно з розслідуванням журналіста Дмитра Гордона, роботу Петрова курирувало в цій президентській кампанії безпосередньо п'яте управління ФСБ Росії (офіційна назва — Служба оперативної інформації та міжнародних зв'язків), організовували піар Прохорову один з ідеологів рашизму, автор скандальної статті «Що Росія має зробити з Україною?» Тимофій Сергейцев, російський політтехнолог Дмитро Куликов, а також політтехнолог із досвідом кампаній в Україні — Іскандер Валітов.
За свою роботу на Прохорова Петров отримав приблизно $1,5 млн, саме на ці гроші він потім купив будинок у Бучі. Цей будинок площею майже 250 м² у лютому 2020 року він переоформив через договір дарування на дружину.
У 2012 році, коли працював за завданням ФСБ на виборах із Прохоровим, Петров «жартував», що скоро йому нададуть звання полковника. У Москві він жив місяцями.

### Співпраця з режимом Януковича
У часи президентства Віктора Януковича компанія Петрова працювала на Банкову. У 2009—2013 роках він активно діяв проти Юлії Тимошенко та об'єднаної опозиції.

#### «Педофілгейт» у таборі «Артек»
Під час президентської кампанії 2009—2010 років Петров був автором «педофілгейту», коли трьох нардепів від «Блоку Тимошенко» Віктора Уколова, Сергія Терьохіна й Руслана Богдана звинувачували у сексуальному насильстві над дітьми у таборі «Артек». Петрова займався популяризацією історії через свій блог. 13 жовтня 2009 року у LiveJournal він опублікував лист нардепа Григорія Омельченка до президента Віктора Ющенка. Того самого дня, 13 жовтня, народний депутат від Партії регіонів Вадим Колесніченко заявив про скандал з «Артеком».
Це стало поштовхом до розгляду «справи педофілів», троє обвинувачених депутатів вимагали провести всі перевірки. Нардепи спростовували цю інформацію. Консультанткою у справі «потерпілої сторони» була тоді, зокрема, адвокатка і проросійська пропагандистка Тетяна Монтян, підозрювана СБУ в колабораційній діяльності. Вона, як і Петров, активно займалася розкручуванням «педофілгейту».
У жовтні 2011 року фальсифіковану справу проти нардепів закрили.
За даними Сергія Терьохіна, одним із замовників Петрова у «справі педофілі» був проросійський політик Володимир Сівкович, який підозрюється в державній зраді за створення мережі російських агентів в Україні. Тоді Сівкович був нардепом від Партії регіонів, а після перемоги Януковича став віцепрем'єром, опікувався силовим блоком в уряді Миколи Азарова. Другий замовник Петрова у справі — Володимир Олійник, проросійський політик, колишній нардеп від «Партії регіонів», який втік у Росію й дістав від СБУ підозру в держзраді. Згідно з розслідуванням Гордона, Сівкович і Олійник були головними координаторами справи про педофілів, саме від них Петров отримував гроші за розкручування цього скандалу.
Петров розповідав, що історія з «педофілами» дуже допомогла «збити» Юлію Тимошенко у другому турі, вона програла Януковичу з відривом менше ніж 3,5 процентного пункту.

#### Акції проти опозиції
У часи Януковича акції проти опозиції були лейтмотивом публічних дій Петрова. А однією з найпомітніших жертв став його колишній роботодавець — Арсеній Яценюк. У березні 2013 року, відбувся відомий епізод з Арсенієм Яценюком. На одному з мітингів опозиції у Вінниці під назвою «Вставай, Україно!» Олексій Дурнєв, який працював тоді з Петровим, підбіг до Яценюка і вручив йому моркву зі словами: «Арсенію Петровичу, візьміть морквину як символ президентської влади». Політик узяв моркву, шепнув Дурнєву щось на вухо, розвернувся, засміявся й віддав овоч охороні. Інші дві морквини, які Яценюк узяти відмовився, Дурнєв передав його охоронцям.
«Дивися, щоб я тобі цю морквину в … не засунув», — сказав тоді Яценюк і засміявся. А потім віддав морквину комусь із супроводжувачів. «Від Володимира Петрова вам привітик! — радісно закричав йому вслід Дурнєв. — Чого ви віддали? У нас ще є! Арсеній Петрович має в руках її нести! Арсенію Петровичу! Ще одну візьміть! Як символ президентської влади!».

#### Робота на колабораціоніста з РФ Маркова
У 2012 році Петров допомагав потрапити у Верховну Раду лідеру нині забороненої проросійської партії «Родіна» Ігорю Маркову, який тоді був одним із головних українофобів, за версією «Українського тижня». Зараз він переховується в Росії та підозрюється у злочинах проти національної безпеки, є прихильником та спонсором терористичних угруповань «ДНР» і «ЛНР».
Петров тоді вигадував все для кампанії Маркова, разом із ним працював російський політтехнолог Семен Уралов. Зараз Уралов обговорює в ефірах із терористом «ДНР» Денисом Пушиліним, ідеологом «русского мира» Олександром Дугіним і заступником голови Ради Федерації РФ Костянтином Косачовим про те, як «денацифікувати» Україну.
Марков тоді на виборах переміг. За «технічного» Петрова проголосувало 525 осіб. За словами народного депутата від партії «Європейська Солідарність» Олексія Гончаренко, Марков витрачав на свою кампанію мільйони доларів, зокрема у нього на заході на честь 9 травня виступав російський співак Лев Лещенко.
Після перемоги Маркова на виборах Петров почав активніше працювати в Києві, його куратором був Олексій Ситников — російський політтехнолог, доктор психологічних наук, сертифікований тренер НЛП. Один із багатьох російських політтехнологів, які в ті роки заробляли в Україні.

#### Репресії проти опозиційних журналістів
У перерві між виборами Петров працював проти опозиційних до Януковича журналістів. Поки медійники боролися за свободу слова, політтехнолог опонував руху «Стоп цензурі!». Зокрема, він публічно обіцяв докласти всіх зусиль, аби «журналистская тусовка», яка лишилася після Революції на граніті, зникла з України. Найбільш помітною була кампанія Петрова проти видання «Дзеркало тижня».

#### Створення «тітушок»
Володимир Петров ввів у практику політтехнологій використання «тітушок».
18 травня 2013 року тодішній міністр внутрішніх справ Віталій Захарченко і команда Петрова влаштували бійку на кількатисячній опозиційній акції «Вставай, Україно!». У супроводі ДАІ наданий у розпорядження Володимира Петрова броньовик з клоунами всередині та на броні пішов на таран тих, хто вийшов на Софійську площу і прилеглі вулиці проти режиму Януковича. Техніка спровокувала бійку, під час якої на активістів та журналістів напали наймані молодики, одним із яких був той самий Вадим Тітушко. Саме того дня й народилося слово «тітушка». Володимир Петров спочатку визнав, що орендував машину для акції. Але тепер заперечує причетність через потенційну кримінальну справу. Головою Адміністрації президента Януковича на той час був Сергій Льовочкін. Факт співпраці з ним Петров визнав лише наприкінці 2018-го, після арешту.
Після того як Вадим Тітушко побив журналістів, на Майдані почали масово використовувати таку тактику: запускали тітушок, яких 2013 року вигадав і вивів на Майдан Володимир Петров. Провокації й зіткнення мали максимально розгойдати ситуацію. Все це згодом призвело до вбивств героїв Небесної сотні, втечі Януковича, анексії Росією Криму й війни на Донбасі.

### Діяльність після Євромайдану

#### Співпраця з Ківаловим
Восени 2014 року, після початку російсько-української війни, Петров допомагав потрапити у Верховну Раду проросійському політику Сергію Ківалову на дострокових парламентських виборах в Одесі. Тоді Ківалов вирвав свій округ з мінімальною перевагою за рахунок двох речей: тотального контролю Окружної виборчої комісії та того, що проти його конкурентів працювала маса технічних кандидатів, серед яких були соратники Петрова — Олександр Барабошко і Олексій Дурнєв. Загалом, на 135-му окрузі тоді висувалось 40 людей.

#### Кар'єра на російському телебаченні
У 2016 році вів програму «Небезпечні гастролі» на російському федеральному телеканалі «П'ятниця!» разом із телеведучою Жанною Бадоєвою, яка перебуває під санкціями РНБО за антиукраїнську діяльність.

### YouTube-канал «Ісландія»
Один з проєктів Петрова — YouTube-канал «Ісландія», що запустився навесні 2018 року й публікує кілька програм: про політику, науку і культуру. YouTube-канал «Ісландія» включає проєкти: «Дванадцять», «Начиталашоу», «Рагулі» (до 2021 року), «Час класики», «Лекторій», «Стоунхендж», «Школа корупції», Агентство медійної безпеки", «Антиподи», «Health», «Підсумок», «Розрив» та «Чорнобаївка».
Згідно з даними на сайті Національної ради з питань телебачення і радіомовлення, «Ісландії» надали ліцензію на мовлення 2019 року, засновник і головний власник каналу — політтехнолог Володимир Петров (володіє 94 % статутного капіталу, ще по 3 % у співзасновників каналу — блогера Олександра Барабошка й директора каналу Павла Немерюка). 2020 року канал почав супутникове мовлення, але після набуття чинності закону «Про медіа» в липні 2023 року «Ісландія» змінила технологію на інтернет-мовлення (ОТТ).
26 жовтня 2023 року Національна рада з питань телебачення і радіомовлення призначила позапланову перевірку каналу «Ісландія». Нацрада отримала скаргу від журналіста Дмитра Гордона на ефір каналу. Регулятор провів моніторинг і зафіксував наявність нецензурної лексики в програмах «Розрив» та «Супер live» за участю Володимира Петрова. За словами члена Нацради Максима Онопрієнка, згідно із Законом «Про медіа», поширення нецензурних слів може завдати шкоди психічному та моральному розвитку дітей. Водночас у згаданих програмах каналу «Ісландія» не було позначок або попереджень про це.
31 жовтня 2023 року Національна рада з питань телебачення і радіомовлення на своєму засіданні відмовила «Ісландії» в ліцензії на цифрове мовлення. Представники регулятора, зокрема, зазначили під час обговорення, що Володимир Петров та інші ведучі каналу у своїх ефірах говорили відверту брехню на адресу регулятора. За словами членів Нацради, регулятору неодноразово надходили скарги на обсценну лексику та мат в ефірах каналу.

### Скандал з телеканалом «Рада»
15 грудня 2021 року, разом із Сергієм Івановим та колишніми ведучими закритих проросійських телеканалів Віктора Медведчука, Петров пішов працювати ведучим на телеканалі «Рада».
У п'ятницю, 17 грудня, у Верховній Раді на вимогу віцеспікерки парламенту Олени Кондратюк відбулася нарада, на якій обговорили ситуацію з каналом «Рада». Учасники наради дійшли згоди, що політтехнолога Володимира Петрова не повинно бути в ефірі парламентського телеканалу Того ж дня, редакційна рада каналу «Рада» ухвалила рішення відсторонити Петрова від ефіру.
За інформацією джерел «Детектора медіа», обурення парламентаріїв викликала критика Володимира Петрова на адресу колишньої канцлерки Німеччини Ангели Меркель 15 грудня, до якої він перейшов після сюжету про татуювання свиней.

| Якщо ми вже про свиней, то продовжимо про свинську поведінку. Не свою, а свинську поведінку колишнього канцлера Німеччини |
| — Володимир Петров |

Проте вже 20 грудня Петров повернувся в ефір каналу в статусі експерта. На прямому зв'язку зі студією він відповідає на запитання та дискутує з ведучим ефіру Сергієм Івановим.

### Напади на українських журналістів

#### Погрози Лигачовій
23 жовтня 2023 року Володимир Петров в ефірі свого YouTube-каналу «Ісландія» пригрозив «покаранням» шефредакторці «Детектор медіа» Наталії Лигачовій за її слова про його роботу на Офіс президента та зв'язки з тітушками.

| Лигачова — я зразу попереджаю — буде покарана. |
| — Володимир Петров                             |

| В порядку, передбаченому законом? |
| — Сергій Іванов                   |

| Ні, це я буду вирішувати, як вона буде покарана. |
| — Володимир Петров                               |

Юрист Інституту масової інформації (ІМІ) Роман Головенко зауважує, що наприкінці відео Сергій Іванов звертався до Володимира Петрова з проханням припинити спіч і не погрожувати і підкреслив, що ці слова розцінив як погрози навіть колега по ефіру. Юрист правозахисного центру «Зміна» Данило Попков пояснив, що слова Петрова щодо Наталії Лигачової підпадають під статтю 345-1 Кримінального кодексу України — погроза або насильство щодо журналіста.
Він підкреслив, що слова Лигачової про діяльність Петрова, через які він їй погрожував, були сказані публічно, їх можна трактувати як журналістську діяльність, а отже, дія статті охоплює цей випадок.
27 жовтня 2023 року, в ефірі «Ісландії», Петров назвав «ескортницями» шеф-редакторку видання "Детектор медіа"Наталію Лигачову, головних редакторів «Дзеркало тижня» і «New Voice» — Юлію Мостову й Віталія Сича. 7 листопада Петров обізвав журналістів «Української правди» «вафлістами».

#### Переслідування і провокації проти Ніколова
Журналіст-розслідувач Юрій Ніколов заявив, що 14 січня 2024 року до його квартири ломилися невідомі чоловіки, які намагалися його залякати. За словами журналіста, через 15 хвилин після цього в одному з анонімних Telegram-каналів «Карточный офис» було опубліковано пост із відео та фото з місця події. На ньому двері обклеєні папірцями з написами «зрадник», «ухилянт».
16 січня нардепка «Слуги народу» Мар'яна Безугла розповіла, що Telegram-канал «Карточный офис», який першим поширив інформацію про провокацію біля квартири журналіста Юрія Ніколова, ведуть Володимир Петров та його співведучий Сергій Іванов.

| За моєю інформацією, Telegram-канал «Карточный офис» ведуть два медійники – Сергій Іванов і Володимир Петров (YouTube у них – «Ісландія»), які намагаються провокувати й тиснути на журналістів, зокрема на Юрія Ніколова, а також створювати ілюзію причетності до владної команди, показуючи її у стилі бандитських 90-х. Одне із джерел інвестицій – підсанкційний контрабандист, який втік із країни. Провокатори. |
| — Мар’яна Безугла |

Нападників одразу затримали, вони вже дали свідчення. За інформацією журналіста Дмитра Гордона, вони вказали безпосередньо на Петрова як на замовника цього нападу.

### Сексистські скандали
Протягом 2023—2024 років у співавторстві з Сергієм Івановим у своїх блогах на YouTube неодноразово негативно висловлювався в бік Марії Єфросиніної, співачки alyona alyona та принижував їх.
На висловлювання Петрова й Іванова alyona alyona відреагувала в Instagram. Вона нагадала, що це не перша публічна образа з їхнього боку на її адресу. Співачка опублікувала інше відео, у якому ведучі «Ісландії» називали її «хабалкою» й обговорювали, за якої умови посадили б її «собі на ручки». Вона додала, що їй соромно чути такі репліки в українському інформаційному просторі і думає подати до суду на Петрова і Іванова.
Телеведуча Маша Єфросиніна також відреагувала на скандал з alyona alyona, заявив, що вона "чи не найперша жінка, з якої вони почали «оббивання своїх мізогінних наративів». І додає, що вона «ніколи не привертала уваги до цього». «Для мене вони просто як вуличний смітник, повз який я щоранку проходжу, не повертаючи голови», — зауважила Єфросиніна.
Також Маша Єфросиніна вважає, що неможливо закенселити те, що з самого початку не мало соціальної ваги та репутації.

## Політика
Під час Парламентських виборів в Україні 2012 року Петров балотувався в депутати Верховної Ради у мажоритарному окрузі 133 в Одесі.
Під час Місцевих виборів 2015 року балотувався до Дніпровської міської ради від проросійської партії «Наш край» за 55 округом.
7 лютого 2019 — Петрова зареєстрували кандидатом у Президенти України. В програмі Петров пропонував закріпити право громадян на безкоштовний хліб та інтернет, для IT-компаній встановити податок у 15 % від прибутку, скасувати кримінальну та адміністративну відповідальності за крадіжку харчових продуктів на суму до 1500 грн, ліквідувати Пенсійний фонд та МВС. Петров хотів об'єднати державу та церкву, оголосити Україну православною державою, а функції міністерства соціальної політики передати ПЦУ. Результати приватизації Петров хотів переглянути, а пенітенціарну службу України — реструктуризувати. Крім того, Петров планував повернути Україні «споконвічні території», які зараз належать Польщі, Білорусі, Росії, Румунії, Угорщині. За Петрова проголосували 15 587 українців, він набрав 0,08 % і посів 23 місце.
Також Петров висував свою кандидатуру на Парламентських виборах 2019 року. Його було зареєстровано в одномандатному виборчому округу № 221 у Печерському районі Києва. За нього проголосувало 1092 особи. За словами Петрова, участь у парламентських виборах вимотувала, бо йому доводилося спілкуватися з людьми й вислуховувати їхні проблеми, які йому не цікаві. В інтерв'ю журналістці Наталії Мосейчук, Петров розповів, що він «йшов на компроміс, робив вигляд, що йому цікаво з людьми, робив вигляд, що його турбують їхні проблеми, кивав їм, вислуховував їх», а також зазначив що «не пам'ятає жодної людини, із якою б йому було цікаво розмовляти під час парламентських виборів».

## Кримінальне провадження

### Справа Варченків
29 листопада 2018 року Петров був затриманий у рамках розслідування кримінального провадження Головною військовою прокуратурою за участю працівників Департаменту внутрішньої безпеки Національної поліції за підозрою у вчиненні низки злочинів: у порушенні таємниці листування чи телефонних розмов та недоторканності приватного життя, неправдивому повідомленні про злочин зі штучним створенням доказів, впливі на правоохоронця з метою перешкодити його роботі, незаконному зборі, зберіганні та використанні конфіденційної інформації. Також у рамках цієї справи був затриманий блогер Олександр Барабошко. Ці кримінальні справи було відкрито після гучного «секс-скандалу» у мережі інтернет, коли студентка КПІ Наталія Бурейко звинуватила у сексуальних домаганнях через додаток Tinder чиновника Національної поліції Олександра Варченка, який є чоловіком першої заступниці голови Державного бюро розслідувань Ольги Варченко. Суд помістив Петрова під цілодобовий домашній арешт до 27 січня 2019 року, він свою провину не визнає.
10 грудня в інтерв'ю Наталії Влащенко головний військовий прокурор України Анатолій Матіос заявив, що встановлено 11 осіб, причетних до поширення закритої інформації з персональними даними, яка була отриманих від джерела в правоохоронних органах, а Петрова і Барабошка підозрюють у тому, що вони отримували і використовували цю інформацію задля «незаконного втручання в особисте життя».

| З закритих баз даних Управління державної охорони йде інформація, якою торгують - від 200 грн до $500... Ми виходимо на людей, які були замовниками і фінансистами ось цієї процедури купівлі конфіденційної інформації, незаконного втручання в особисте життя, порушення права на недоторканність. Це робило дуже багато людей, основним технічним замовником чого був пан Петров, якому в цьому оголошено підозру... Важко назвати блогерами, це люди, які займаються «чорним піаром» за гроші. Без різниці, всеїдні. Вони користувалися державними інструментами за гроші. Такого ніколи не було. |
| — Анатолій Матіос |

За словами Анатолія Матіоса, Володимир Петров отримав доступ до особистих даних людей через витік з Управління державної охорони України і торгував ними для своїх клієнтів.

## Погляди
Володимир Петров має проросійські та українофобські погляди.
Вчителями Петрова є ідеологи російського нацизму. В інтерв'ю журналістці Наталії Влащенко, Володимир Петров розповідав, що з 2001 року знайомий із російськими політтехнологами, яких називає своїми вчителями. Ідеться про Володимира Грановського (працював на тіньовий штаб Януковича, очолював проросійський телеканал «Наш»), Дмитра Куликова й Тимофія Сергейцева (один з ідеологів рашизму, автор скандальної статті «Що Росія має зробити з Україною?»). Петров каже, що навчився в них ставленню до життя, а також він повторює тезу Дмитра Куликова й Тимофія Сергейцева про існування «три України». Серед пріоритетних контактів Петрова тривалий час були й такі персони як оголошений у розшук за співпрацю з терористичною організацією «ДНР», пропагандист Олександр Чаленко та українофоб і політтехнолог Семен Уралов.
У 2012 році він зізнався, що симпатизує прем'єру Миколі Азарову, який втік до Росії після Євромайдану, а також Петров обурювався, що хтось може бути незадоволений Януковичем. За часів президентства Віктора Януковича, Петров влаштовував акцію на підтримку російської мови в Україні.
Після анексії Криму Росією заявляв, що не вважає Крим українським. Після початку російської збройної агресії на Донбасі, Володимир Петров розповідав, що абстрагувався від війни, в нього немає ворогів серед росіян та українців і він не розуміє війну за «примітивні ідеали». У 2016 році, в одному зі своїх дописів у Facebook, Петров називав російсько-українську війну «громадянською». Заявляв, що ніколи не зможе стріляти в росіян і що війна триває «між нами й нами». Петров каже, що йому «як людині, у якої в першому паспорті була написана національність „росіянин“, дуже складно ділити тепер світ між українцями й росіянами». «Якби це була війна з Румунією чи з Польщею, то я б, напевно, пішов. А так я, звісно, якщо мене будуть загрібати в армію, я буду впиратися руками й ногами або проситися кудись у медчастину перев'язувати рани й дорізувати, доампутовувати щось. Тому що я, от чесно, не розумію, як стріляти в бік Росії, у бік російських людей», — наголосив Петров в одному із ефірів свого «Люмпен шоу». Також Петров переконаний, що в Україні є «проросійські патріоти», які підтримують Володимира Путіна.
У 2019 році Петров, як кандидат в президенти України, стверджував, що Україні не потрібно закінчувати війну, адже ми «продаємо» її світу, отримуємо комунікацію з іншими державами, наші люди хочуть воювати, загиблих військових не так багато і взагалі Україна повертає території, а отже вона «справедливий агресор».

### Ставлення до Майдану
Петров принизливо висловлювався про події Майдану 2013—2014 років. Зокрема, він порівнював громадянську позицію його учасників з мракобіссям і дурістю.

| Так от хочу вам сказати, що я чарівний ебун. Тому що я роблю неможливе. А саме: я ваш майдан у рот їбав. Господи, чим ви там займаєтеся?! Як я втомлююся від цієї загальної їбанутості й залежності від усього цього лайна. Мракобісся і дурість під соусом хуйні під назвою "громадянська позиція". Ну вас у пизду. Оригінальний текст (рос.) Так вот хочу вам сказать, что я волшебный ебун. Потому что я делаю невозможное. А именно: я ваш майдан в рот ебал. Господи, чем вы там занимаетесь?! Как я устаю от этой всеобщей ебанутости и зависимости от всего этого дерьма. Мракобесие и глупость под соусом хуйни под названием "гражданская позиция". Ну вас в пизду. |
| — Володимир Петров |

### Ставлення до російської окупації Криму
Коментуючи висловлювання українського боксера Олександра Усика, Петров висловився про російську окупацію Криму, заявив, що не вважає Крим українським.

| Дивно - боксер став маркером адекватності. Я про Усика. Мене, на відміну від нього, не запитували "Крим - це Україна?", тому я, як і належить у фейсбуці, відповім на запитання, яке мені ніхто не ставив. Крим - це Україна? Крим - це не Україна. Крим - анексована Росією частина території України, на якій діють закони іншої держави, і тому наразі не Україна. Спірний шматок землі, не український, не російський, тому Крим - це Крим. Оригінальний текст (рос.) Удивительно - боксёр стал маркером адекватности. Я про Усика. Меня в отличии от него не спрашивали "Крым - это Украина?", поэтому я как и положено в фейсбуке отвечу на вопрос который мне никто не задавал. Крым - это Украина? Крым - это не Украина. Крым - анексированная Россией часть территории Украины на которой действуют законы другого государства и поэтому в данный момент не Украина. Спорный кусок земли, не украинский, не российский, поэтому Крым - это Крым. |
| — Володимир Петров |

### Ставлення до Путіна
Під час передвиборчої кампанії на виборах Президента України 2019 року, Петров заявляв, що хоче, щоб його любили в Україні так само, як люблять Володимира Путіна в Росії.

| Ви помітили, що, коли наші президенти дають прес-конференцію, їх ніхто не дивиться. А коли Путін дає пресконференцію, його дивиться не тільки Росія, але ще й Білорусь, Україна і в Штатах дивляться, що ж він там наговорив. Я хочу, щоб мене в Україні любили так само, як Путіна люблять у Росії. Оригінальний текст (рос.) Вы заметили, что, когда наши президенты дают пресс-конференцию, их никто не смотрит. А когда Путин дает пресс-конференцию, его смотрит не только Россия, но еще и Беларусь, Украина и в Штатах смотрят, что же он там наговорил. Я хочу, чтоб меня в Украине любили также, как Путина любят в России. |
| — Володимир Петров |

### Ставлення до української мови
Петров відомий тим, що називав у соцмережах борців за українську мову та україномовних людей «стадом слаборозвинених істот з низькоякісним генофондом».
У 2021 році, Петров влаштував провокацію на своєму YouTube-каналі «Ісландія» на тему української мови. Він виклав ролик, в якому розкритикував українську мову і заявив, що за звучанням вона схожа на віз, що плентається.

| Я рік ламаю мову, свою прекрасну російську мову українською, змушую себе, мучуся. Це сильна фізична та інтелектуальна мука тому, що освіченій людині важко розмовляти примітивною українською мовою. Але я маю це робити, тому, що є закон, закон, який я зобов'язаний виконувати. Оригінальний текст (рос.) Я год ломаю язык, свой прекрасный русский язык украинским, заставляю себя, мучаю себя. Это сильное физическое и интеллектуальное мучение потому, что образованному человеку трудно разговаривать примитивным украинским языком. Но я должен это делать, потому, что есть закон, закон, который я обязан выполнять. |
| — Володимир Петров |

Він розповідав, що російська мова простіша, в українській же є букви, які важко вимовляти.

| Звичайно, російська мова красивіша, чіткіша, в українській мові купа букв «л», яку важко вимовляти, таке відчуття, що, коли говориш, то щось заважає в роті. Російська мова — це, як ракета, яка злітає в космос, українська мова — як віз, шо плентається. Оригінальний текст (рос.) Конечно русский язык красивее, четче, в украинском языке куча буквы "л", которую трудно выговаривать, такое ощущение, что, когда говоришь, что-то мешает во рту. Русский язык – это, как ракета, которая взлетает в космос, украинский язык – как телега, которая плетется. |
| — Володимир Петров |

### Ставлення до свободи слова
Петров вважає, що 90 % українських громадян не потребують свободи слова, тому що вони «не фахівці».

| Є група професіоналів. Є група журналістів, причетних, людей, які знають, що таке інформація і як її обробляти. І є 90% простих українських громадян, які ходять на роботу – я вас здивую, але вони ходять на роботу на заводи, на фабрики! Які встають о 5.00, виходять на зупинку, чекають на заводський автобус, вантажаться в цей автобус, о 6.00 вони вже на зміні й вони плавлять сталь. Або обробляють туші тварин. І ось навіщо всім цим людям оцей величезний масив незрозумілої інформації з різних боків? Адже очевидно, що для того, щоб ці люди нормально, повноцінно функціонували й існували, потрібна одна пряма лінія. Тобто вони мають увімкнути «УТ-1» чи якийсь інший канал і знати, що країна накосила 100 тонн хліба. |
| — Володимир Петров |

### Ставлення до військових
У 2022 році, Петров на власному YouTube-каналі «Ісландія» записав відеозвернення до українського військовослужбовця, старшого сержанта ЗСУ Олега Барни, назвавши його гіршим за російських окупантів. 17 квітня 2023 року Олег Барна загинув під час бойових дій на фронті біля Вугледара.

| Після того, як я з ним закінчу, то він проковтне, це перше. Друге, я хочу, щоб ви запам'ятали і я це кажу - Олег Барна, гірше російських військових. Олег Барна гірше окупанта, тому що це людина, яка зараз вдягнула українську військову форму, взяла в руки зброю і дозволяє собі погрожувати цивільному населенню. Для мене все інше немає жодного значення. |
| — Володимир Петров |

### Ставлення до біженців
У 2023 році він заявив, що українці, які виїхали з країни під час повномасштабної війни, мають бути обмежені у правах.

| Всі хто втік, мають бути позбавлені певних прав. Обмеження прав. Все. |
| — Володимир Петров                                                    |

Петров вважає, що держава повинна не створювати для біженців умови, а поставити їх.

| Наприклад, ті хто протягом року не повернуться в Україну, автоматично втрачають українське громадянство. Живіть собі на здоровʼя за кордоном в статусі біженців, якщо вам це комфортніше ніж жити в Україні в статусі громадян. Відмазки про дітей, житло, виплати вже не працюють, бо діти є у всіх, житло втратили багато людей, а виплати в Україні для всіх однакові. Ніяких вмовлянь та сюсюкання, лише жорсткі умови. |
| — Володимир Петров |

## Медіадіяльність
Після Євромайдану Петров розпочинає свою активну медіадіяльність в інформаційному просторі України. В ефірі свого «Люмпен шоу» у 2014 році він порівнював новини з окупованих територій із новинами з України й робив висновок, що в Україні справи гірші, оскільки всі крадуть. У цьому ж році спілкувався із «гостем з ДНР» Рамілем Замдихановим, де Петров назвав розв'язану РФ війну «конфліктом». А Замдиханов говорячи про причини початку війни, назвав її «народним повстанням», нібито викликаним невдоволенням людей рівнем життя. Петров не спростовував його слів і не заперечував, коли Замдиханов звинувачував в агресії Київ. Також Петров порівнював війну з комп'ютерними іграми, коли Замдиханов припустив, що війну розпочало «покоління, яке виросло на Counter-Strike і тепер хоче постріляти по-справжньому». Версія пропагандиста здалася Петрову «дуже й дуже схожою на правду».

| Я особисто знаю людей, які їздили в аеропорт пограти в комп'ютерну гру. Причому, повір, мені людина сказала: «Я їду в аеропорт, мені до 10 фрагів бракує». Це снайпер одного з батальйонів. |
| — Володимир Петров |

Петров в одному зі своїх ефірів захоплювався нардепкою від «Партії регіонів» та проросійською громадською діячкою Оленою Бондаренко, сказав, що вона «настільки смілива, що всім нашим політикам потрібно у неї повчитися».
6 вересня 2015 року в ефірі телеканалу НЛО TV відбулася прем'єра інформаційно-розважального проекту «Люмпен шоу», в якому Володимир Петров просував антиукраїнські наративи та вів ефіри з відверто проросійськими особами.

### Брехня і фейки Петрова про російсько-українську війну
Після того, як розпочалася російсько-українська війна, Петров просував російські наративи. Коли на Донбасі у 2014 році розгорталася Іловайська трагедія, в якій, вже не ховаючись, виявили себе російські війська, а не просто «сепаратисти», Петров знущався із заяв української влади, що Росія відкрито вторглася, заявив, що «Росія до нас навіть не вторгалася».

| Із ким ми воювали пів року? Хто пів року бомбив Україну, хто пів року вбивав українських солдатів, кого пів року вбивали українські солдати? Незрозуміло. Пів року ми вий...бувалися перед Росією для того, щоб потім визнати, що санкції не працюють. Увесь світ вий...бувався, а Росії пох...й. Ба більше, виявилося, що нам нема за що було вводити ці санкції, тому що Росія до нас навіть не вторгалася, вона вторглася лише минулого четверга |
| — Володимир Петров |

3 вересня 2014 року Франція відмовилася передати Росії зроблені на її замовлення кораблі-вертольотоносці «Містраль» через російську агресію в Україні. Водночас Петров переконує, що Франція все-таки передасть кораблі Росії, а справжня причина відмови в тому, що французи просто затримують строки здавання кораблів і вирішили використати політичну ситуацію у своїх інтересах. Тобто він переконує аудиторію в тому, що вигідно в цей момент Володимиру Путіну — що Франція зовсім не проти і надалі передавати Росії військову техніку, незважаючи на агресію проти України. Франція так і не передала Росії «Містралі» і за рік офіційно розірвала контракт.
Також Петров захоплювався сміливістю тоді ще живого ватажка «ДНР» Олександра Захарченка. Все це він обговорював у бесіді із колишнім журналістом з України Дмитром Філімоновим, який зараз живе в Росії й відкрито підтримує війну. Протягом всієї розмови обидва — Філімонов і Петров — називають терористів «ДНР» «ополченцями». Петров показує змонтоване відео, яке Філімонов знімав під час поїздки в Донецьк, і в коментарях підводить глядачів до російської пропагандистської тези, що ЗСУ обстрілюють житлові квартали міста. Філімонов розповідає, що «з того боку», тобто за озброєних Росією бойовиків, воює багато українців із різних регіонів, Петров не намагався поставити жодних запитань, які б поставили під сумнів його слова. Також Філімонов розповідав в ефірі «Люмпен шоу», як ватажок «ДНР» Олександр Захарченко вміло керує людьми й має повагу, тому що особисто планує воєнні операції проти сил АТО й «безпосередньо виїжджає на передову». Петров на це реагує: «А хто такий Захарченко взагалі? Для мене Захарченко — людина-загадка. Снайпер убив його охоронця, а він навіть бровою не повів!».
У 2015 році Петров стверджував, що Збройні сили України нібито обстрілюють мирних жителів тимчасово окупованого Донецька. Цей випуск опубліковано 2 лютого 2015 року, але відео зараз недоступне. У випуску програми «Люмпен шоу» «гостем» Петрова став проросійський пропагандист, британець Грем Філліпс, який 2022 року потрапив під санкції Великобританії за підтримку російської агресії. Під час увімкнення за допомогою відеозв'язку Грем Філліпс називав українські війська «фашистами», на що Петров не заперечував цього і навіть не ставив жодних уточнювальних запитань. Філліпс також додав, що «ополченці» гинуть, лише коли українці атакують їхні блокпости або бази.

| Я можу привітати всю українську армію, яка стріляє по мирних містах. І от вам людина каже, що там немає жодного «ополченця». Тобто коли ви стріляєте по Донецьку, то ви влучаєте просто в людей. |
| — Володимир Петров |

Вже в іншому своєму проєкті «Уряд блогерів», Петров висловлює вдячність «англійському журналістові Джону Трасту, який допомагає нам із блогами російських політиків і який у цей момент перебуває в Донецьку й висвітлює події, що там відбуваються». Проте, як відомо, «Джон Траст» не є англійським журналістом. Під цим псевдонімом працював російський пропагандист Сергій Білоус, який співпрацював із агенцією «РИА Новости». Проукраїнські донецькі ЗМІ називали його «воєнкором бойовиків». Сам же Петров заявляв, що із Гремом Філіпсом його познайомив саме «Джон Траст». Білоус перебуває в санкційному списку НАЗК, а також у бази даних центру «Миротворець».
В одному з ефірів каналу «Ісландія» гостем у Петрова був Дмитро Василець, політик і голова забороненої в Україні проросійської політичної партії «Держава», який після початку повномасштабного російського вторгнення повторював пропагандистську брехню Кремля, що «Україна заслужила бути знищеною», бо «вісім років знищувала Донбас». У 2015 році Василець був заарештований за підозрою в допомозі російським найманцям і сприянні сепаратистському телеканалу «Новороссия ТВ», але відпустили на волю 2018 року.
У 2020 році Петров під час спілкування із Васильцем хвалить його за те, що той провів у СІЗО більше ніж два роки за свою проросійську позицію, і це, на думку політтехнолога, означає, що у Васильця «системний підхід».

| Якщо терорист з українським паспортом заради свободи України у Криму реально підірве бомбу, він буде злочинцем для мене. |
| — Володимир Петров |

## Оцінки діяльності
Низка українських ЗМІ, журналістів, політиків називають Петрова «чорним політтехнологом» та «медіакілером», а його діяльність характеризують як «проросійську», «антиукраїнську» та «пропагандистську». Зокрема, він був внесений до бази даних центру «Миротворець» за участь в актах гуманітарної агресії проти України. За інформацією «Детектор медіа», Володимир Петров провів в українській політиці та медіа більше двадцяти років. І за цей час набув слави своєрідної брудної бомби, яку політики скидають на опонентів, коли грають без правил. Чорний політтехнолог не розкриває своїх замовників, але його публічний шлейф тягнеться від Арсенія Яценюка до, судячи з усього, Володимира Зеленського. Журналіст Ярослав Зубченко підкреслює, що «методи роботи медіакілера доволі жорсткі».
Шеф-редакторка порталу «Детектор медіа» Наталія Лигачова назвала Володимира Петрова і Сергія Іванова «чорними політтехнологами» й нагадала, що Петров приводив на Майдан тітушок. За її словами «як і попередня влада, нинішня дуже часто користується чорними технологіями. Вибачте, але існування Петрова й Іванова в ефірі, і те, що Нацрада дала „Ісландії“ ліцензію, — це нонсенс. Це — чорні політтехнологи, які працюють на Офіс президента, яким не місце ні в марафонах, ні в ютубі, ніде. Вова Петров — це той, хто привів колись тітушок на Майдан, які побили тоді Олю Сніцарчук із 5 каналу, це той, хто просував купу чорних технологій, і він зараз працює на Офіс президента. Мене дуже дивує, чому ніхто не підкаже Банковій, що це просто стидоба. І таких прикладів дуже багато».
На думку громадського руху «Чесно», Петров ймовірно причетний до дискредитації таких людей, як Арсеній Яценюк, Олексій Гончаренко, Володимир Рондін, Геннадій Корбан, Вадим Рабінович, Сергій Терьохін, Віктор Уколов, Руслан Богдан, Олег Ляшко, Ігор Мосійчук, Андрій Лозовий.
На думку головного редактора «Цензор.нет» та журналіста Юрія Бутусова, Володимир Петров вів пропаганду проти журналістів на замовлення оточення Януковича, а зараз веде пропаганду проти журналістів на замовлення оточення Зеленського. Коментуючи роботу Петрова на парламентському телеканалі «Рада», Юрій Бутусов заявив, що «платники податків оплачували зі своїх грошей людину, яка знищувала демократію, парламентаризм, допомагала Януковичу захопити Україну. Допомагала Януковичу здати Україну Путіну».
Український журналіст Дмитро Гордон вважає, що на руках Петрова кров українців. За його словами, «Володимир Петров — помийний російський політтехнолог, який вивчив українську мову і якого ввели росіяни в наш інформаційний простір для розхитування ситуації всередині України. Його обвинувачують в організації бандформувань тітушок і завезенні їх на Майдан 2013 року. На його руках кров українців, він вбивця, злочинець». 26 лютого 2024 року Дмитро Гордон опублікував велике розслідування про Володимира Петрова, в якому навів тези щодо того, як Петров просував кремлівські наративи. На думку Гордона, дії Петрова «потрапляють під статтю про держзраду так само, як дії проросійських пропагандистів Анатолія Шарія й Діани Панченко, котрі втекли з України». Він впевнений, що «після цього розслідування Петровим та Івановим займеться СБУ».
На думку головної редакторки інтернет-видання «ГОРДОН» та журналістки Олесі Бацман, якщо пробачати Петрову й Іванову їх медіадіяльність, то «не зчуємося, як прокинемося в суспільстві, де такі медіапотвори будуть виховувати подібних до себе медіапотвор-некрофілів».
На думку нардепа від «ЄС» та політика Олексія Гончаренка, Петров абсолютно відверто працював на російські спецслужби. За словами Гончаренка, «на його нелюбові до Путіна Петров будував всю кампанію за Маркова». Після виходу розслідування журналіста Дмитра Гордона, Олексій Гончаренко подав депутатське звернення, у якому попросив СБУ надати правову оцінку діям блогерів, викладеним у розслідуванні, та «зробити все необхідне для припинення їхньої антиукраїнської діяльності».
На думку співзасновника Українського інституту майбутнього Юрія Романенко, на Петрова і Іванова чекає поганий кінець. «Це їхня доля. Це ж їхній свідомий вибір. Людина на боці добра або на боці зла — вона дуже часто робить свідомий вибір. Вони не дурні люди. Вони розумні люди: називатимемо речі своїми іменами. Тобто в них є розум. Просто це розум на боці зла», — сказав Романенко.
На думку громадського діяча та політика Борислава Берези, Петров і Іванов не планують жити в Україні після зміни влади. Береза вважає, що «зараз вони скиртують, заробляють гроші й далі намагатимуться кудись виїхати».

## Сім'я
Станом на 2019 рік, Володимир Петров одружений, із дружиною Тетяною виховує доньку. Більшість родичів Петрова мають російське громадянство й живуть у Росії, він і зараз регулярно з ними спілкується.

### Нерухомість
Петров задекларував дві земельні ділянки у Київській області площею 1200 і 880 квадратних метрів. Окрім цього, він вніс до декларації квартиру у Києві площею 72,8 квадратних метрів.
Петров володіє також автівками Porsche Panamera 2010 року випуску і Chevrolet Camaro 1969 року випуску.
Дружина Петрова володіє земельною ділянкою розміром 549 квадратних метрів і садовим будинком площею у 134,9 квадратних метрів на Київщині та ще однією земельною ділянкою на Кіровоградщині. Тетяна Петрова має Porsche Cayenne 2011 року.